# Hokkaïdo washu
Pour les articles homonymes, voir Hokkaïdo (homonymie).
Le Hokkaido washu (北海道和種) ou Dosanko (道産子), est une race de petits chevaux japonais. Présente sur l'île d'Hokkaidō, au nord du Japon, elle est influencée par le Kiso.

## Histoire
Aussi nommé « poney de Hokkaïdo », il est localement connu sous le nom de Dosanko. Son nom chinois est Beihaido. Ses origines sont à la fois japonaises et coréennes. Il descend du Nambu, un célèbre cheval de guerre japonais et fut des années durant le compagnon des pêcheurs qui avaient besoin d’un cheval de bât pour la pêche au hareng et importèrent ses ancêtres de Tohuku au XVIe siècle. En automne, ces animaux étaient livrés à eux-mêmes et devaient trouver leur nourriture sous la neige, ce qui en fit un poney très résistant.
Le stud-book est créé en 1979. Au début des années 1990, il restait 3 000 de ces animaux.
Un programme de conservation est en place (en 2016).

## Description
Ils toisent entre 1,30 m à 1,35 m. La base de données DAD-IS indique une moyenne de 1,32 m chez les mâles comme chez les femelles. En revanche, l'encyclopédie de CAB International cite une fourchette de 1,32 m à 1,37 m. La race est connue pour ses jambes solides.
La robe peut être de toute couleur unie, baie, alezane, grise ou rouanne. Les marques blanches sont rares.
Le Hokkaïdo a fait l'objet d'une étude visant à déterminer la présence de la mutation du gène DMRT3 à l'origine des allures supplémentaires : l'étude de 48 sujets a permis de détecter la présence de cette mutation chez 71,9 % d'entre eux, et l’existence de chevaux d'allures parmi la race. Ces poneys sont réputés pour connaitre l'amble naturellement, et connus pour leur endurance.

## Utilisations
Jadis utilisés intensivement au travail, les Hokkaïdo washu sont désormais montés en sports équestres sur poney. Ils font d'excellents poneys de randonnée, de bât ou d’attelage.

## Diffusion de l'élevage
Il fait partie des races de chevaux japonaises indigènes. Le Dosanko est considéré par l'étude de l'université d'Uppsala, menée pour la FAO (2010) comme une race locale asiatique qui n'est pas menacée d'extinction. En 2008, 1 254 poneys sont recensés dans tout le Japon, avec tendance à la baisse des effectifs. DAD-IS n'indique pas de niveau de menace. Ces animaux sont localisés surtout sur la côte Pacifique de l'île d'Hokkaido,. La plupart des poneys y vivent en semi-liberté.